# John Whitton
John Whitton, född 21 december 1819 i Foulby i Yorkshire i England, död 20 februari 1898 i Mittagong i New South Wales i Australien, var en ingenjör (huvudsakligt järnvägsingenjör) som arbetade i såväl England som Australien och är känd som New South Wales järnvägars fader. John Whitton växte upp i England där han hade olika ingenjörsuppdrag, bland annat hos Manchester and Leeds Railways (senare Lancashire and Yorkshire Railway), och Oxford, Worcester and Wolverhampton Railway. Nygift och redan mycket erfaren flyttade John Whitton 1856 till kolonin New South Wales för att jobba som chefsingenjör hos New South Wales Railways, ett uppdrag Whitton hade i 33 år fram tills han pensionerade sig 1890. Under sin tid som chefsingenjör lyckades John Whitton att utöka delstatens järnvägsnätet med över 3 400 kilometer järnvägar och byggde några av delstatens största järnvägsbroar, varav några stycken används fortfarande år 2012.

## Arbete i England (1835–1856)
John Whittons arbetsliv startade år 1835 då William Billinton, kusin till John Whitton, tog Whitton som lärling. Med Billinton jobbade Whitton på olika projekt såsom Wakefield Waterworks (nära Whittons födelseort) och Billinton gav även Whitton lantmäteriuppdraget för en kanal mellan Liverpool och Manchester. Whitton fortsatte att arbeta hos William Billiton fram till cirka 1846. Efter sin tid med Billinton blev John Whitton 1846 anställd av John Hawkshaw, som då var chefsingenjör för Manchester and Leeds Railway (som den 9 juli 1847 blev del av Lancashire and Yorkshire Railway). Denna anställning varade i cirka två år. Sedan Whitton hade arbetat två år med John Hawkshaw blev han 1848 anställd av John Fowler som medhjälpande ingenjör (engelska: assistant engineer) vid uppbyggandet av East Lincolnshire Railway. Efter detta började Whitton (och Fowler) år 1852 att arbeta på uppbyggandet av Oxford, Worcester and Wolverhampton Railway (båda som ingenjörer), och i samband med detta uppdrag flyttade John Whitton till Worcester, West Midlands, England. 

April 1854 ansökte Whitton om (och beviljades den 2 maj 1854) medlemskap i Institution of Civil Engineers, något han behöll fram till att han dog. Efter några års anställning hos Oxford, Worcester and Wolverhampton Railway ansökte Whitton 1855 om chefsingenjörsjobbet hos Great Northern Railway, han misslyckades med detta och blev Great Northern Railways andra val, det var Walter Brydone som faktiskt fick jobbet. Det dröjde endast en bråkdel månader tills John Whitton lyckades med att skaffa ny anställning, då, har rekommenderats av Sir Samuel Morton Peto, Whitton blev den 27 mars 1856 vald som den nya chefsingenjören till New South Wales Railways. Kort efteråt, och drygt två månader innan John Whitton skulle åka till New South Wales gifte han sig den 23 juli 1856 med Elizabeth Fowler, dotter till John Fowler, i Ecclesfields Church. Whitton åkte från Liverpool i England den 2 oktober 1856 på skeppet Royal Charter och ankom till Melbourne den 8 december samma år.

## Chefsingenjör i New South Wales (1857–1890)
John Whittons anställning som chefsingenjör bekräftades formellt den 15 januari 1857 då han beviljades en lön på £1500 per år. De tidiga åren i John Whittons karriär som chefsingejör var besvärliga och krångliga. Som chefsenginjör behövde Whitton svara inför såväl järnvägsstyrelsen som regeringen, vid en tid då många olika alternativ för fortsatt järnvägsbyggande skulle redas ut. Whitton motsatte sig till många av de billigare alternativ såsom att använda hästkraft istället för ångkraft och träräls istället för stålräls. Med ledarskap från John Whitton provades år 1861 kol, istället för trä, som bränsle till ångloken på järnvägarna i New South Wales och med gynnsamma resultat blev kol det huvudsakliga bränslet för regeringens ånglok. Under sena 1860-talet fullbordades John Whittons två mest berömda järnvägsprojekt. Den 11 juli 1867 togs Lapstone Zig Zag i bruk som en del av västra stambanan, och drygt två år senare, den 18 oktober 1869, stod Lithgow Zig Zag färdig som banan öppnades mellan Mt Victoria och Bowenfels.
Även under 1870-talet behövde John Whitton försvara sina åsikter angående spårvidden, då det ansågs av olika grupper, till och med av regeringen, att det skulle vara billigare att bygga nya banor med en smalare spårvidd. Medan det kanske skulle vara billigare att bygga nya banor med en smalare spårvidd, ansåg Whitton att det skulle vara stora kostnader när, till exempel, det krävdes att boskap skulle byta mellan tåg på olika spårvidder. Han behövde år 1873 även kämpa för att få tyngre räls till västra och norra stambanorna då det tänktes minska byggnadskostnaderna genom att använda räls med en vikt på 40 lb/yd (ungefär 19 kg/m). Detta skulle ha begränsat den största tillåtna hastigheten på dessa stambanor till endast 24 km/t.
Till följd av järnvägsolyckan i Emu Plains (1878) (där två tåg frontalkrockade och tre anställda omkom) blev John Whitton av med mycket av sin makt.
March 1889 skadade John Whitton sin vänsterben, och led sedan av cirkulationsproblem i samma ben, något som gjorde det omöjligt för Whitton att lämna sitt hus i två månder. Efter detta, under maj 1889, begärde, och beviljades Whitton tjänstledighet på grund av sina hälsoproblem i 12 månader för att besöka England. Den 5 februari 1890, medan John Whitton var i England och hos John Fowler, skrev Whitton till New South Wales premier, Henry Parkes, för att säga upp sig och rekommendera Henry Deane som sin efterträdare. John Whitton slutade som chefsingenjör den 31 maj 1890 och precis som Whitton hade rekommenderat blev Henry Deane hans efterträdare.

## Efter järnvägskarriären (1890–1898)
Trots att hans döttrar redan hade flyttat till England (och aldrig åkte tillbaka till Australien), bestämde John Whitton sig för att återvända till New South Wales (med sin fru) efter sin tjänstledighet i England. Whitton beviljades en pension på A£450 per år av kolonins parlament, trots att Henry Parkes hade kämptat för en högre pension på A£1800 om året.
I februari 1898 började John Whitton lida av en sjukdom och den 17 februari åkte han och hans fru tåg från Sydney till Mittagong, där de skulle tillbringa en tid i huset Marchmont House, i hopp om att den friska luften skulle hjälpa honom att bli frisk. Detta hände inte, och efter en liten förbättring den 19 februari dog John Whitton söndagen den 20 februari 1898. Dygnet därpå transporterades hans lik på tåg till Sydney och han begravdes, tillsammans med sin tredje dotter Kate Juliet Whitton, i St Thomas' Church of England Cemetery.

## Minnesmärken

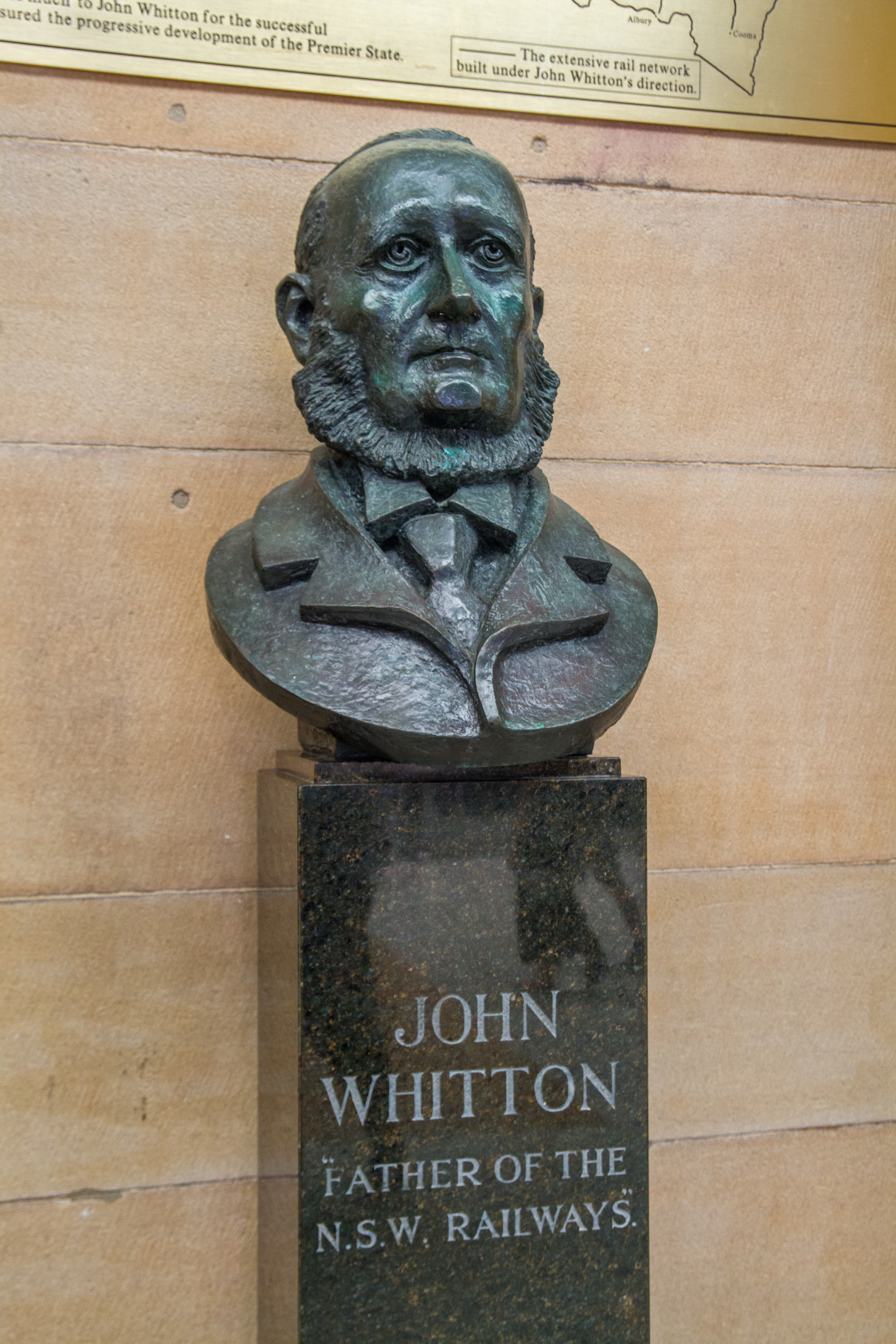
En byst föreställande John Whitton på Sydneys centralstation.

Som ett tecken på den viktiga roll John Whitton spelade i utvecklingen av inte bara delstatens järnvägar utan också delstaten själv har det byggts några minnesmärken över honom, bland dem en byst på Sydneys centralstation och en obelisk nära Knapsack Gully. Även bron John Whitton Bridge har döpts efter honom, och utöver detta har några gator döpts efter honom, bland dem Whitton Road i Chatswood, Whitton Street i Heathcote samt Whitton Lane och Whitton Street i Harden. År 1883 döptes byn Hulong (i New South Wales) om till Whitton till John Whittons ära, och det var i denna by en utställning om Whitton byggdes 2002.